# Borstgrasrasen bei Badenstedt
Der Borstgrasrasen bei Badenstedt ist ein Naturschutzgebiet in der niedersächsischen Stadt Zeven in der Samtgemeinde Zeven im Landkreis Rotenburg (Wümme).

## Allgemeines
Das Naturschutzgebiet mit dem Kennzeichen NSG LÜ 304 ist knapp 7 Hektar groß. Es ist nahezu deckungsgleich mit dem 2007 ausgewiesenen, gleichnamigen FFH-Gebiet, für das eine Fläche von 6,93 Hektar angegeben ist. Nördlich des Naturschutzgebietes befindet sich das Landschaftsschutzgebiet „Untere Bade und Geest“. Die beiden Schutzgebiete sind durch eine Straße voneinander getrennt. Das Gebiet steht seit dem 1. November 2015 unter Schutz. Zuständige untere Naturschutzbehörde ist der Landkreis Rotenburg (Wümme).

## Beschreibung
Das Naturschutzgebiet liegt in der Zevener Geest westlich von Zeven in der Nähe des Ortsteils Badenstedt. Es stellt einen überwiegend offenen, artenreichen Borstgrasrasen mit teilweise sehr seltenen Pflanzenarten unter Schutz. Im Norden des Schutzgebietes befinden sich kleinflächig ein alter, totholzreicher Stieleichen- und Eichen-Hainbuchenwald sowie ein Pionierwald mit Birken und Zitterpappeln. Innerhalb der Waldflächen befinden sich kleine Tümpel. Im Westen befindet sich eine kleine Moorheide. Nach Süden grenzt das Naturschutzgebiet an einen der Bade zufließenden Graben. Entlang des Grabens stocken vielfach Gehölze. Nach Westen wurde zum Schutz vor Nährstoffeinträgen von benachbarten Flächen ein etwa fünf Meter breiter Gehölzstreifen angelegt.
Im Naturschutzgebiet siedeln neben den für Borstgrasrasen typische Arten wie Borstgras, Pillensegge, Dreizahn und Blutwurz mit Englischem und Behaartem Ginster, Hirsesegge, Später Gelbsegge und Breitblättrigem Thymian auch in Niedersachsen gefährdete Arten. Weiterhin kommen mit Arnika, Lungenenzian, Waldläusekraut, Zweiblättriger Waldhyazinthe, Gewöhnlicher und Quendelblättriger Kreuzblume auch stark gefährdete sowie mit der Flohsegge eine vom Aussterben bedrohte Art vor. Weiterhin sind hier Grünliche Gelbsegge, Igelsegge, Geflecktes Knabenkraut, Sumpfblutauge, Niedrige Schwarzwurzel, Teufelsabbiss, Sumpffarn, Rasenbinse, Mittlerer Klee, Hundsveilchen sowie Kriechweide und Holzapfel zu finden. Insgesamt wachsen im Naturschutzgebiet über 25 Pflanzenarten, die in Niedersachsen gefährdet oder vom Aussterben bedroht sind.
Das Gebiet ist Lebensraum verschiedener Insekten, darunter Tagfalter wie Braunfleckiger Perlmuttfalter, Dukatenfalter und Komma-Dickkopffalter, Wildbienen und Heuschrecken wie der Wiesengrashüpfer.
Das Naturschutzgebiete wird extensiv mit Rindern bzw. Schafen und Ziegen beweidet. Außerdem finden zur Pflege Entkusselungsmaßnahmen statt.
Das Naturschutzgebiet ist von überwiegend intensiv bewirtschafteten landwirtschaftlichen Nutzflächen umgeben. Nach Norden grenzt es an eine öffentliche Straße.